# Methyleendioxypyrovaleron
Methyleendioxypyrovaleron (MDPV) is een stimulerende en entactogene drug die van de fenylethylamine-, amfetamine-, en cathinongroep is afgeleid. MDPV is een designerdrug die sedert ongeveer 2008 op de markt is.

## Effecten
MDPV is een psychostimulans dat een sterke euforie en zeer sterke energieboost veroorzaakt. De effecten overtreffen die van cocaïne.

## Legaliteit
Methyleendioxypyrovaleron is in Nederland sinds 1 juli 2015 opgenomen op lijst I van de Opiumwet. In Denemarken en Zweden staat MDPV eveneens op de opiumlijst. Door de structurele overeenkomsten met andere drugs, zoals MDMA en MDMC is het mogelijk dat MDPV ook elders onder een analoge wet valt.